# Ignaz Moscheles
Ignaz Moscheles (Praga, 23 de Maio de 1794 — Leipzig, 10 de Março de 1870 foi um pianista e compositor Checo.
Moscheles estudou música no Conservatório de Praga e mais tarde composição em Viena com Johann Georg Albrechtsberger e Antonio Salieri. Em 1814, Ludwig van Beethoven confiou-lhe a transcrição para piano da sua ópera Fidelio.